# Экономац
КМФ «Экономац» — сербский мини-футбольный клуб из Крагуеваца. Основан в 2000 году.

## История
В 2007 году «Экономац» впервые вышел в финал чемпионата Сербии, однако уступил в нём «Марбо». Год спустя клуб из Крагуеваца вновь вышел в финал и на этот раз сумел стать чемпионом Сербии. Хотя он и не сумел защитить титул в следующем сезоне, уступив в финале плей-офф «Колубаре», впоследствии «Экономац» ещё дважды стал чемпионом.
«Экономац» дважды принял участие в Кубке УЕФА по мини-футболу и дважды доходил до Элитного раунда. В сезоне 2008/09 он занял третье место в своей группе, а в сезоне 2010/11 — второе, уступив лишь лиссабонской «Бенфике», действующему обладателю трофея.

## Достижения клуба
- Чемпион Сербии (8): 2008, 2010, 2011, 2012, 2013, 2014, 2015, 2016
- Обладатель Кубка Сербии (2): 2013, 2014